# Chris Zoricich
Chris Zoricich (* 3. Mai 1969 in Auckland) ist ein ehemaliger neuseeländischer Fußballspieler mit kroatischen Wurzeln, der zuletzt bei Wealdstone FC, einem Club aus einem Vorort von London, und für die Neuseeländische Fußballnationalmannschaft aktiv war.

## Karriere
Zoricich begann seine Karriere bei Papatoetoe in Auckland, bevor er zu Leyton Orient nach England wechselte. 1994 kehrte er nach Neuseeland zurück und spielte für Central United, einem Club mit kroatischem Hintergrund. Hier spielten auch sein Bruder Michael, der auch einige Davis-Cup-Auftritte für das neuseeländische Tennisteam absolvierte, und sein Vater Ivan. 1994 wechselte Zoricich nach Australien zu den Brisbane Strikers. 1996 unterschrieb er einen Vertrag beim FC Chelsea, konnte jedoch in den zwei Jahren beim Londoner Spitzenverein keinen Einsatz in der ersten Mannschaft absolvieren. Anschließend spielte er bei einigen Vereinen in Australien, bevor er wieder nach England ging. Er beendete seine Karriere beim FC Wealdstone im Sommer 2006.
Mit der Nationalmannschaft seines Landes konnte Zoricich 1998 und 2002 den OFC-Nationen-Pokal gewinnen. Er debütierte am 27. März 1988 beim Spiel gegen Israel und nahm 1999 und 2003 am Konföderationen-Pokal in Mexiko und Frankreich teil. Insgesamt spielte er von 1988 bis 2003 57-mal für sein Land und erzielte dabei ein Tor.

## Erfolge
- OFC-Nationen-Pokal:
  - 1998, 2002